# Arsène Lupin kalandjai
Az Arsène Lupin kalandjai (eredeti cím: Les aventures d’Arsène Lupin) 1957-ben bemutatott egész estés francia–olasz film, amelyet Jacques Becker rendezett. A forgatókönyvet Maurice Leblanc, Jacques Becker és Albert Simonin írta, a zenéjét Jean-Jacques Grünenwald szerezte. 
A Német Szövetségi Köztársaságban 1957. szeptember 13-án mutatták be. Magyarországon a Duna Televízió mutatta be.

## Szereplők
| Szereplő          | Színész          | Magyar hang |
| ----------------- | ---------------- | ----------- |
| Arsène Lupin      | Robert Lamoureux | Jakab Csaba |
| Mina von Kraft    | Liselotte Pulver | ?           |
| Jacques Gauthier  | Daniel Ceccaldi  | ?           |
| Léontine Chanu    | Huguette Hue     | ?           |
| Mathilde Duchamp  | Sandra Milo      | ?           |
| Paul Desfontaines | Renaud Mary      | ?           |